# Hieracium borzae
Hieracium borzae es una especie de planta con flor del género Hieracium, de la familia Asteraceae, orden Asterales.

## Distribución
Hieracium borzae se distribuye por Rumania.

## Taxonomía
Fue descrita científicamente por E. I. Nyárády & Zahn. Fue publicada en Bul. Grăd. Bot. Univ. Cluj 13: 63.